# If You Stay
If You Stay es una canción grabada por la banda estadounidense Backstreet Boys para la banda sonora de la película Booty Call. Nunca fue lanzada como sencillo. La primera vez presentada esta canción públicamente fue en su gira The Black & Blue Tour de 2001.